# 2014年冬季残疾人奥林匹克运动会塞尔维亚代表团
塞尔维亚参加了3月7日至16日在俄罗斯索契举行的2014年冬季残疾人奥林匹克运动会。此次参赛是塞尔维亚第二次参加冬季残疾人奥林匹克运动会。代表团仅包括一名高山滑雪运动员尤戈斯拉夫·米洛舍维奇，最好成绩为男子大回转第29名。

## 背景
塞尔维亚于2008年首次参加了夏季残疾人奥林匹克运动会，于2010年首次参加了冬季残疾人奥林匹克运动会。此前，该国曾以塞尔维亚和黑山的身份参赛，因此本届赛事是塞尔维亚第二次参加冬残奥会。2014年冬季残疾人奥林匹克运动会于3月7日至16日在俄罗斯索契举行，45个国家和地区的547名运动员参加了本届综合运动会。塞尔维亚代表团派出了高山滑雪运动员尤戈斯拉夫·米洛舍维奇，他同时担任了开幕式和闭幕式的旗手。

## 残疾类别
每位残奥会参赛者都会因自身残疾情况而分为五类：肢体残疾，可能为先天性或由于受伤或疾病所导致；脑瘫；轮椅运动员，此类常与其他类别重叠；视力残疾，包括失明；或其他不完全属于其他类别的身体残疾，例如侏儒症或多发性硬化症。残奥会各大项都会有不同分级，具体取决于比赛的实际需求，每个分级都包含一个由数字和字母组成的代码，用来说明赛事类型和参赛选手类别。

## 高山滑雪
残奥会高山滑雪项目分为视障、站姿和坐姿3种类别。视力障碍运动员会被分到B1至B3级；无视力障碍，且可站立参赛的运动员会被分到LW1至LW9级；以坐姿参赛的运动员则会被分到LW10至LW12级。
尤戈斯拉夫·米洛舍维奇在参加索契冬残奥会时45岁。他先天性左前臂缺失，属于LW6/8-1级，根据国际残奥委会的分级规则，该级别的运动员“其中一只手臂有缺陷，只能用一根滑雪杖比赛”。3月13日，米洛舍维奇参加了站姿回转比赛，两次成绩分别为1分10秒和1分18秒，2分28秒的总成绩在完成两滑的35名运动员中排在第33位。3月15日，米洛舍维奇参加了大回转比赛，第一滑成绩为1分40秒，第二滑成绩则为1分41秒，3分22秒的总成绩在完成两滑的29名选手中排名垫底。
| 选手                  | 比赛项目   | 第一滑  | 第一滑 | 第一滑 | 第二滑  | 第二滑 | 第二滑 | 总成绩  | 总成绩 | 总成绩 |
| 选手                  | 比赛项目   | 时间    | 时间差 | 排名   | 时间    | 时间差 | 排名   | 时间    | 时间差 | 排名   |
| --------------------- | ---------- | ------- | ------ | ------ | ------- | ------ | ------ | ------- | ------ | ------ |
| 尤戈斯拉夫·米洛舍维奇 | 站姿回转   | 1:10.34 | +22.65 | 39     | 1:18.45 | +27.17 | 34     | 2:28.79 | +49.82 | 33     |
| 尤戈斯拉夫·米洛舍维奇 | 站姿大回转 | 1:40.94 | +26.22 | 34     | 1:41.42 | +30.27 | 29     | 3:22.36 | +56.49 | 29     |